# Lyriothemis magnificata
Lyriothemis magnificata är en trollsländeart som först beskrevs av Selys 1878.  Lyriothemis magnificata ingår i släktet Lyriothemis och familjen segeltrollsländor. IUCN kategoriserar arten globalt som livskraftig. Inga underarter finns listade i Catalogue of Life.